# Maslove (Maslove), Djankoi
Maslove (în ucraineană Маслове) este localitatea de reședință a comunei Maslove din raionul Djankoi, Republica Autonomă Crimeea, Ucraina.

## Demografie
Componența lingvistică a localității Maslove
     Rusă (56,36%)
     Ucraineană (28,99%)
     Tătară crimeeană (13,11%)
     Alte limbi (0,83%)
Conform recensământului din 2001, majoritatea populației localității Maslove era vorbitoare de rusă (56,36%), existând în minoritate și vorbitori de ucraineană (28,99%) și tătară crimeeană (13,11%).